# Antoni Laskowski (polityk)

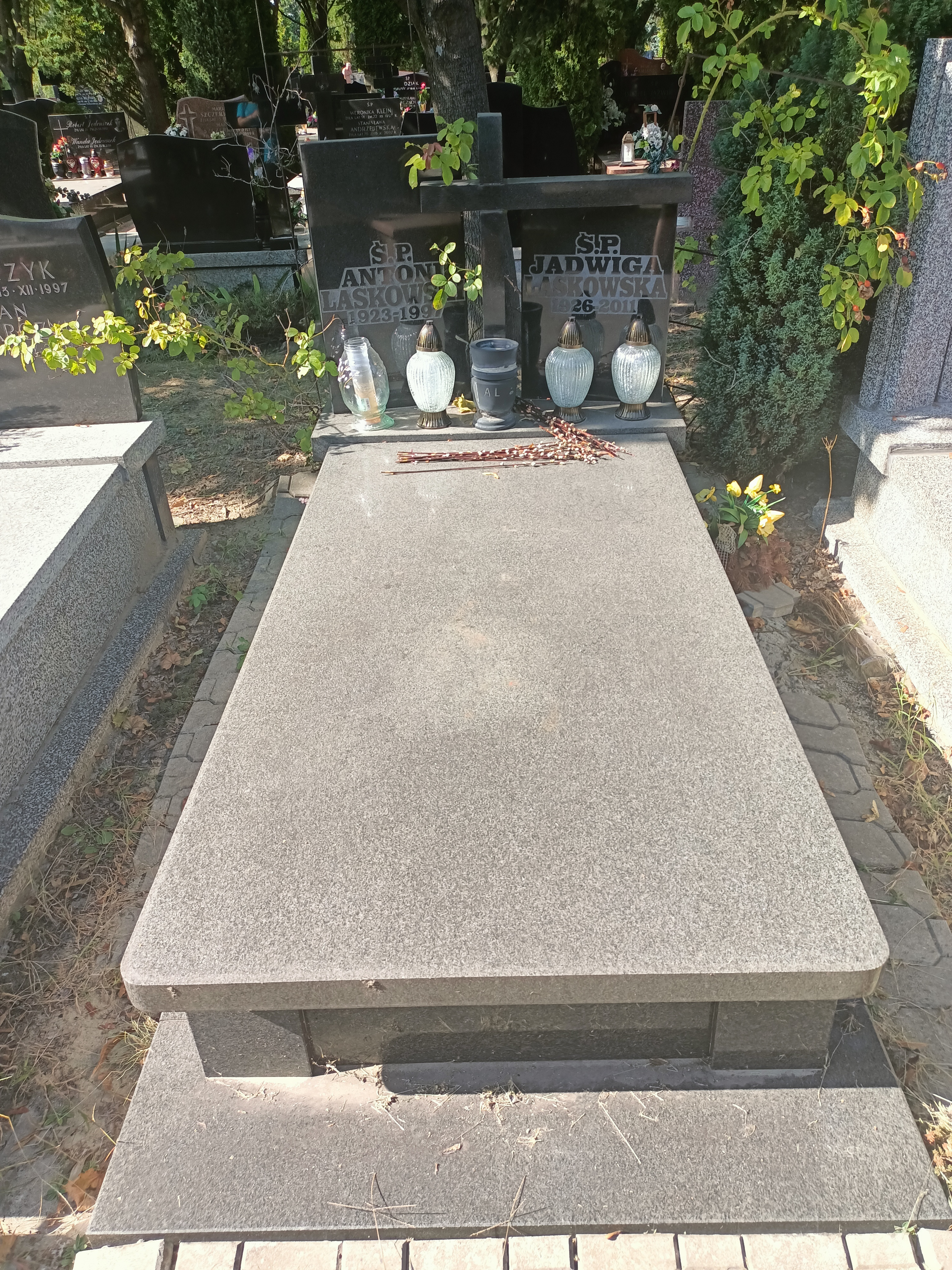
Grób polityka Antoniego Laskowskiego na Cmentarzu Komunalnym Północnym w Warszawie

Antoni Laskowski (ur. 20 października 1923 w Setropiach, zm. 6 grudnia 1997 w Warszawie) – polski działacz komunistyczny i partyjny, w 1956 I sekretarz Komitetu Wojewódzkiego Polskiej Zjednoczonej Partii Robotniczej w Białymstoku, poseł na Sejm PRL II kadencji.

## Życiorys
Syn Józefa i Anny, zdobył wykształcenie podstawowe. W czasie II wojny światowej od 1943 żołnierz Gwardii Ludowej i Armii Ludowej. W 1945 skończył trzymiesięczny kurs w Centralnej Szkole Partyjnej PPR w Łodzi, a od 1960 do 1962 kształcił się w Wyższej Szkole Nauk Społecznych przy KC PZPR.
Od 1943 działał w Polskiej Partii Robotniczej, następnie od 1948 w Polskiej Zjednoczonej Partii Robotniczej. Od 1943 był członkiem, zastępcą sekretarza i sekretarzem Komitetu Gminnego PPR w gminie Łęg Kościelny (Majki), a od 1945 – instruktorem Wydziału Rolnego Komitetu Wojewódzkiego PPR w Białymstoku. Od marca 1946 do maja 1947 pozostawał I sekretarzem Komitetu Powiatowego PPR w Augustowie, następnie na analogicznym stanowisku w KP PPR w Łomży. Krótko pracował jako inspektor organizacyjny w Związku Samopomocy Chłopskiej. Od 1948 związany z Komitetem Wojewódzkim PZPR w Białymstoku m.in. jako kierownik Wydziału Rolnego i Wydziału Kadr. Od 31 października do 21 listopada 1956 pozostawał I sekretarzem KW w Białymstoku przez trzy tygodnie na fali odwilży październikowej. Potem do 1959 był w nim sekretarzem. W latach 1957–1961 pełnił mandat posła na Sejm PRL z okręgu Białystok.
Został pochowany na cmentarzu komunalnym Północnym w Warszawie.

## Odznaczenia
W 1946 odznaczony Srebrnym Krzyżem Zasługi.